# Shahla Lahiji
Shahla Lahiji oder Schahla Lahidschi (persisch شهلا لاهیجی, DMG Šahlā Lāhīǧī; * 24. April 1942 in Teheran; † 8. Januar 2024) war eine iranische Schriftstellerin, Verlegerin, Übersetzerin, Frauenrechtsaktivistin und leitete den Verlag Roshangaran (oder Roschangaran).

## Leben und Wirken
Lahiji studierte Soziologie an der Open University London. 1983 gründete sie den Verlag Roshangaran, persisch für „erleuchtet“, und wurde damit die erste weibliche Verlegerin im Iran. Der Verlag veröffentlicht hauptsächlich Titel, die sich mit Frauenfragen befassen oder von Frauen geschrieben wurden.
Im April 2000 war Lahiji eingeladen zur Iran-Konferenz der Heinrich-Böll-Stiftung in Berlin. Wie verschiedene andere Teilnehmer auch wurde sie nach der Rückkehr in den Iran strafrechtlich verfolgt und musste für mehrere Monate ins Gefängnis. Sie wurde zu 3 Jahren und 6 Monaten Gefängnis verurteilt wegen Eingriffs in die nationale Sicherheit durch die Teilnahme an der Konferenz und zusätzlich zu 6 Monaten wegen Verbreitens von Propaganda gegen die Islamische Republik, weil sie über die Gefahren sprach, die iranischen Schriftstellern drohen. Später wurde die Strafe verkürzt auf 6 Monate und eine Geldstrafe in der Höhe von 500.000 Rial.
Bei einem Brandanschlag auf das Verlagsgebäude im Jahr 2005 verbrannten viele Manuskripte, die Täter wurden nicht gefunden. Die Arbeitsbedingungen beschrieb Lahiji als weiterhin schwierig.
Lahiji starb Anfang Januar 2024.

## Auszeichnungen
- 2001 PEN/Barbara Goldsmith Freedom to Write Award[12]
- 2006 IPA Publishers’ Freedom Prize[13]